# San Carlos (Corrientes)
San Carlos é uma cidade localizada na Província de Corrientes. Está localizada a 340 km da cidade de Corrientes e a 65 km da cidade de Posadas, capital da Província de Misiones.
A localidade teve sua origem a partir de uma redução denominada como "San Carlos de Guabirupá" fundada em 1631 pelo jesuíta Pedro de Mola, nas nascentes do Rio Aguapey. Em 1638, os habitantes se mudaram para o local onde atualmente existe a cidade de San Carlos.
O povoado sobreviveu à expulsão dos jesuítas em 1767, mas, em 1817, sofreu um feroz ataque dos portugueses comandados pelo General Francisco das Chagas Santos, que o destruiu.
Em 27 de novembro de 1877, teve início o repovoamento do lugar.
Atualmente, existe um museu no qual podem ser encontradas peças de cerâmica e peças de ferro feitas pelos nativos no período anterior à sua destruição. Além disso, podem ser encontrados restos de construções feitas na época dos jesuítas.